# Olympiade scientifique de l'Union européenne
L'Olympiade scientifique de l'Union européenne (en anglais European Union Science Olympiad ou EUSO) est une compétition en groupe de physique, biologie et chimie pour les élèves de l'enseignement secondaire des pays membres de l'Union européenne, âgés de moins de seize ans au 1er janvier précédant le début de la compétition.

## Liste des olympiades
| Olympiade | Ville          | Pays               | Année | Première place     | Pays participants | Site officiel |
| --------- | -------------- | ------------------ | ----- | ------------------ | ----------------- | ------------- |
| I         | Dublin         | Irlande            | 2003  | Royaume-Uni        | 7                 |               |
| II        | Groningue      | Pays-Bas           | 2004  | Allemagne          | 7                 |               |
| III       | Galway         | Irlande            | 2005  | Slovaquie          | 10                |               |
| IV        | Bruxelles      | Belgique           | 2006  | Allemagne          | 12                |               |
| V         | Potsdam        | Allemagne          | 2007  | Allemagne          | 16                |               |
| VI        | Nicosie        | Chypre             | 2008  | Estonie            | 21                |               |
| VII       | Murcie         | Espagne            | 2009  | République tchèque | 16                |               |
| VIII      | Göteborg       | Suède              | 2010  | République tchèque | 16                |               |
| IX        | Hradec Králové | République tchèque | 2011  | Hongrie            | 20                |               |
| X         | Vilnius        | Lituanie           | 2012  | Estonie            | 27                |               |
| XI        | Luxembourg     | Luxembourg         | 2013  |                    |                   |               |